# 转管机炮

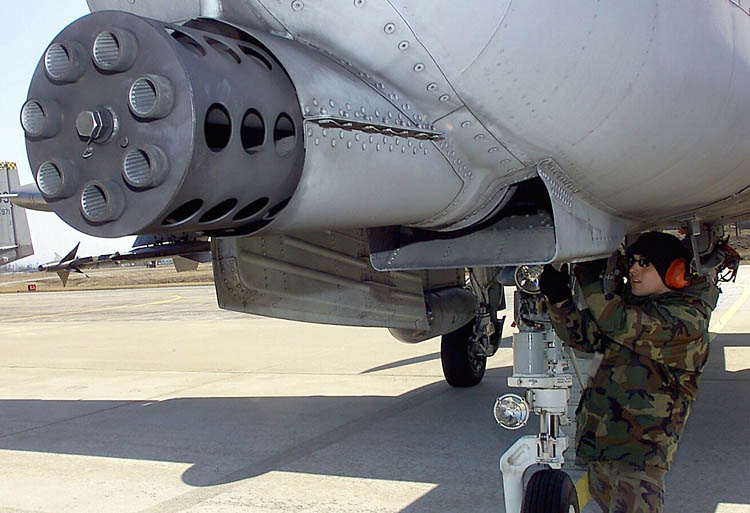
装载于A-10雷电二式攻击机上的GAU-8复仇者七管30毫米转管机炮

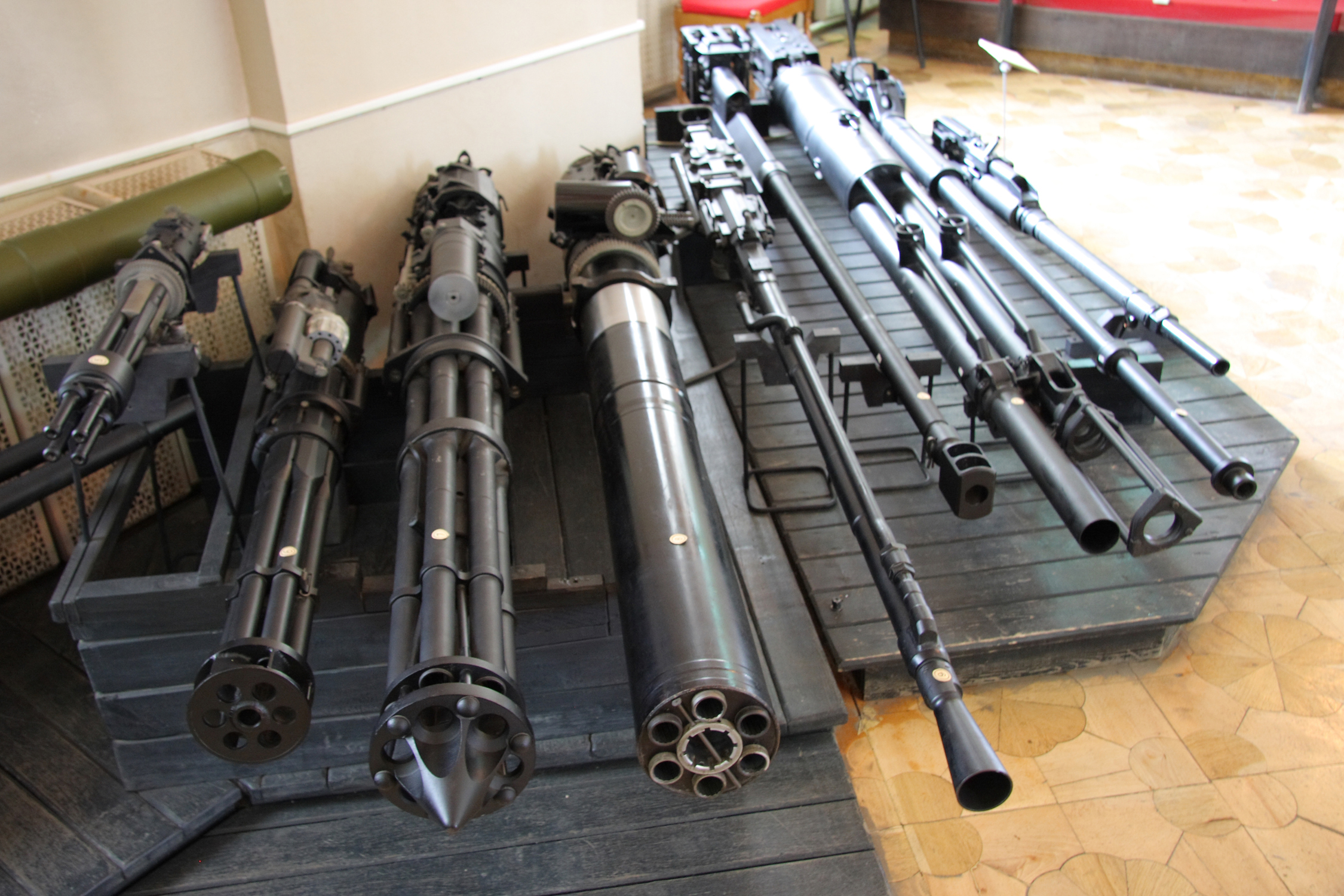
四型苏/俄制转管机炮，左起按口径大小递增依次排列：GShG-7.62, GSh-6-23, GSh-6-30, AK-630

转管机炮（英語：rotary cannon），又称加特林机炮（英語：Gatling cannon），是所有采用大口径多管旋轉自动火器式设计的机炮之统称。转管机炮使用加特林式的多根旋转炮管组件，以提供比使用相同口径的单管机枪高得多的射速来保证饱和的持续性直射火力。当整个多管组件在旋转时，装弹、击发和抛壳功能在不同的枪管中同时执行，并且旋转还允许枪管有时间进行冷却。几乎所有现代加特林炮上的旋转枪管均由电动机等外力提供动力，尽管也开发了内部动力的气动版本。
循环多管式设计使发射和装弹的顺序可以保持同步。每个炮管在旋转中到达某个位置时会发射一颗子弹，然后用完的弹壳会在不同的位置弹出，然后在另一个位置装入新的子弹。 在循环过程中，炮管有更多的时间将一些热量散发到周围的空气中。
由于转管炮的尺寸和重量通常都比较大，因此一般会被安装在车辆、飞机或战船等武器平台上，且通常用于近距离武器系统。